# Port lotniczy Nyíregyháza
Port lotniczy Nyíregyháza (ICAO: LHNY) – port lotniczy położony w Nyíregyháza na Węgrzech.